# Rolf Eckmiller

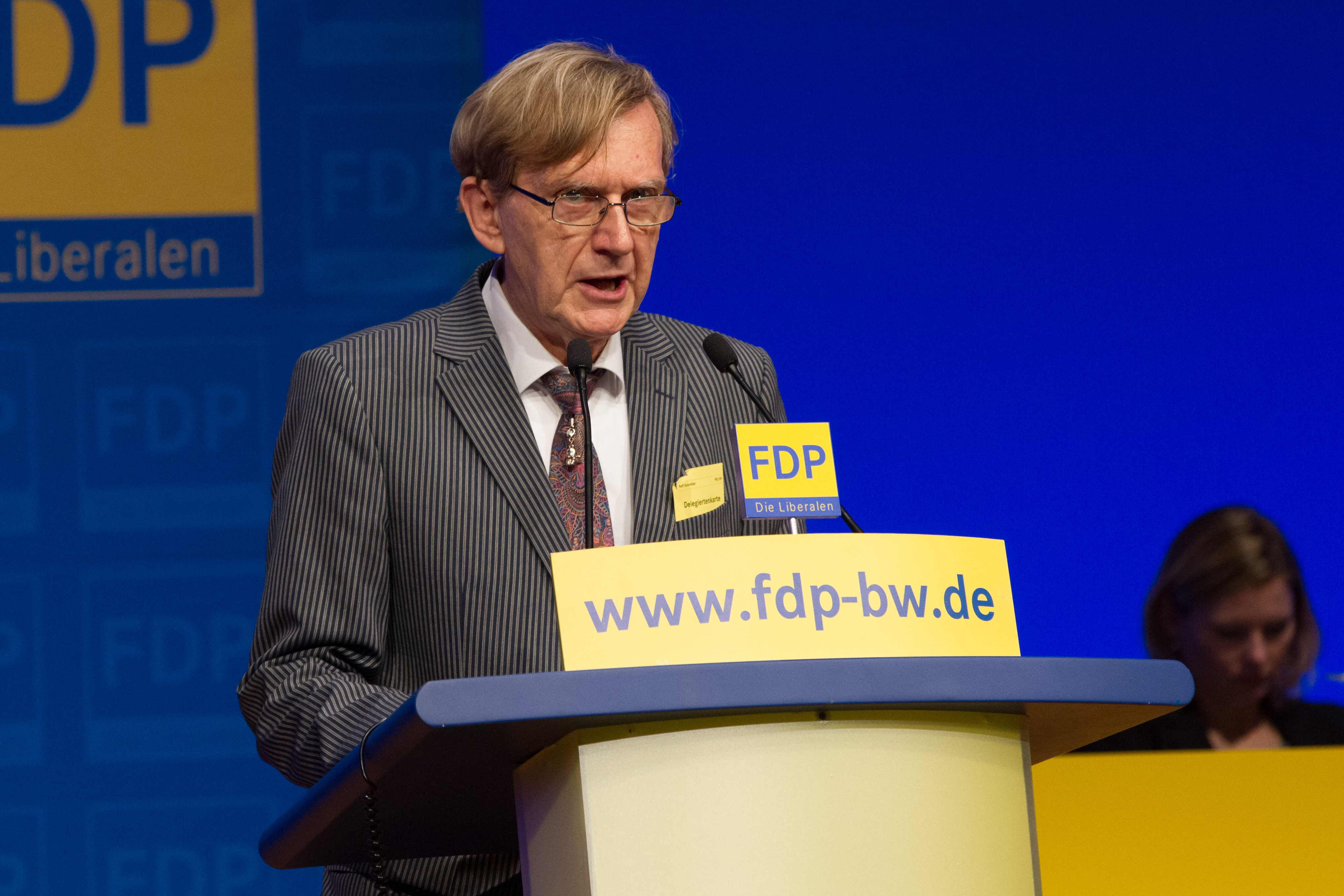
Rolf Eckmiller auf dem Landesparteitag der FDP Baden-Württemberg 2015

Rolf Eckmiller (* 19. Juni 1942 in Berlin) ist ein deutscher Informatiker und seit 2008 emeritierter Professor für Neuroinformatik an der Universität Bonn.

## Leben
Eckmillers Vater war der Erfinder des Breitbandlautsprecher und Inhaber der „Eckmiller-Werke“. Er hat in den 1930er Jahren das Prinzip der Punktförmigen Schallabstrahlung im „Eckmiller-Lautsprecher“ umgesetzt.
Eckmiller ist Leiter einer interdisziplinären Forschungsgruppe „Retina-Implantat“, in der  Mediziner, Ingenieure und Informatiker zusammenarbeiten. Ziel ist es, Patienten mit einer Beschädigung der Netzhaut, aber mit intaktem Sehnerv einen Teil des Augenlichtes wieder zu geben. 
Eckmiller ist Vater von drei Kindern.
| Personendaten    | Personendaten                                                         |
| ---------------- | --------------------------------------------------------------------- |
| NAME             | Eckmiller, Rolf                                                       |
| KURZBESCHREIBUNG | deutscher Informatiker und emeritierter Professor für Neuroinformatik |
| GEBURTSDATUM     | 19. Juni 1942                                                         |
| GEBURTSORT       | Berlin                                                                |